# Goswin II Kettler zu Hövestadt

Wapen Kettler Neu Assen

Goswin II Kettler zu Hövestadt heer van Hovestadt (1475-), was een zoon van Godhard I Kettler zu Neu-Assen (ca. 1450-1517) heer van Neu-Assen, Mellrich, Hovestadt, Eggeringhausen en Pandheer van Stromberg en Elisabeth van Hatzfeld zu Wildenburg.
Hij trouwde in 1515 met Clara von Hoberg zu Tatenhausen (ca. 1498-). Zij was een dochter van Johan von Hoberg (1470-1525) heer van Tatenhausen en ambachtsheer van Waldenburg en Barbara van Böckenförde-Schüngel (1475-1540). Uit zijn huwelijk zijn de volgende kinderen geboren:
- Diederik Kettler zu Hovestadt heer van Hovestadt (1520-1585). Hij trouwde op 23 juli 1545 met Hedwig van Wylich (1525-1560)[1]. Zij was een dochter van Diederik II van Wylich heer van Diersfordt, Probsting, Winnenthal, Ringenberg en Dornick (1493-1569) en Elburge van Boetzelaer (1495-1525). Elburga was een dochter van Sweder van den Boetzelaer, ridder (1440 - 5 juli 1505) en Hadewig van den Schulenborg erfvrouwe van Schuilenburg (ca. 1473-1532).

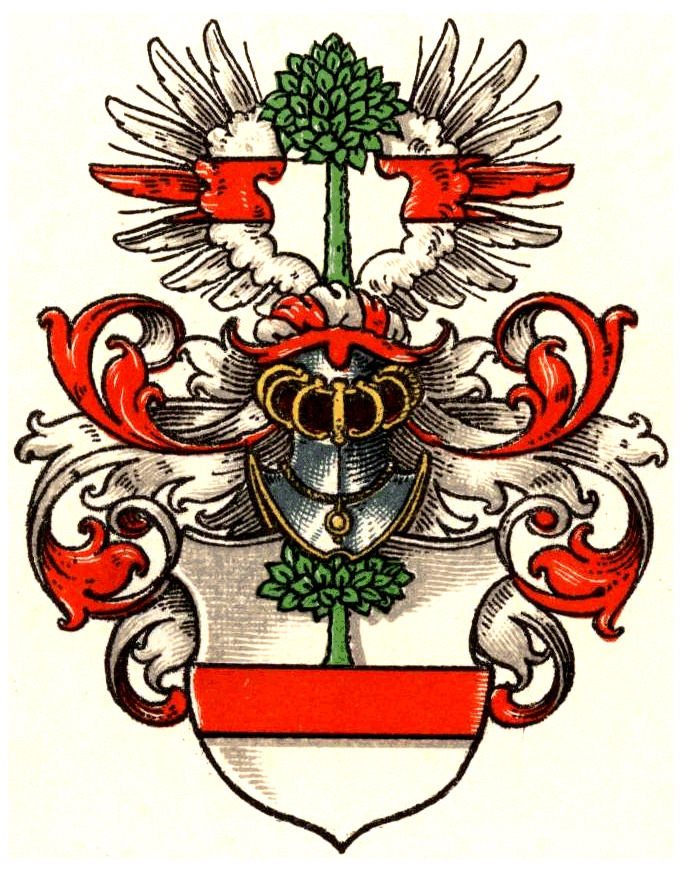
Wapen von Böckenförde-Schüngel